# خان ميامي
خان ميامي (بالفارسية: کاروانسرای میامی) هو خان تاريخي يعود إلى عصر السلالة الصفوية، ويقع في ميامي.